# 朴泰德
朴泰德（박태덕，1955年—），北韓政治家，任職黃海北道黨委員會責任書記、朝鮮勞動黨中央委員會中央委員及最高人民會議代議員。

## 生平
朴泰德出生於平安南道，2007年，他出任安州市黨委員會責任書記。2010年，接替崔龍海擔當黃海北道的黨委員會責任書記。同年9月，入選黨中央委員會中央委員名單。翌年12月，最高領導人金正日離世，朴泰德被繼任人金正恩列為治喪委員會的成員之一。2012年4月，朴泰德被任命為最高人民會議的法制委員會委員。2014年3月，當選為最高人民會議的代議員。

## 資料來源
1. 1 2 3 4  .   [2014-04-22]. （原始内容存档于2019-12-07）.
2. ↑  "北황북도 당책임비서 `최룡해→박태덕' 교체 " 《Daliynk》 2010 9 26